# Programación Concurrente por Restricciones Temporizada y No Determinística
Programación Concurrente por Restricciones Temporizada y no Determinística (en Inglés, Non-deterministic Timed Concurrent Constraint) es un cálculo de procesos desarrollado por Frank Valencia como una extensión de la Programación Concurrente por Restricciones de Vijay A. Saraswat. Un cálculo de procesos es una  Especificación formal para la Computación concurrente. Ntcc extiende a la programación concurrente por restricciones para modelar tiempo discreto y escogencias no determinísticas.
Programación Concurrente por Restricciones Temporizada y no Determinística, y sus extensiones, han sido usadas para modelar sistemas de interacción multimedia, un sistema de procesamiento de sonido, partituras musicales interactivas, protocolos de seguridad y sistemas biológicos. En sistemas de interacción multimedia y partituras musicales interactivas, el principal autor de estos modelos es Mauricio toro Bermúdez.